# Enrique Paternina
Enrique Paternina García-Cid (Haro, 7 de enero de 1866-Ib., 28 de octubre de 1910) fue un pintor español.

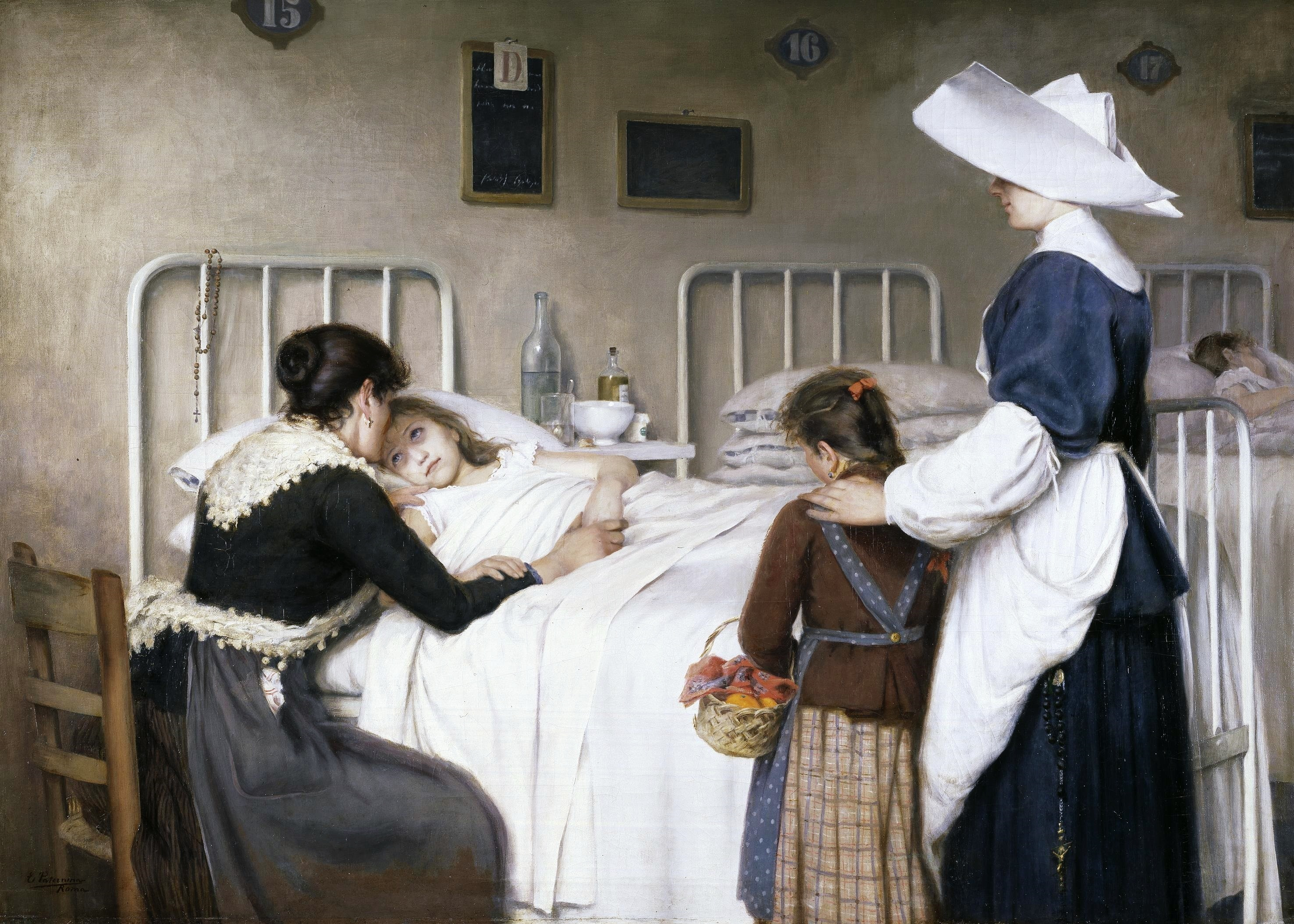
La visita de la madre al hospital, 1892. Óleo sobre lienzo, 150 x 208 cm, Museo del Prado, en depósito en el Museo de Bellas Artes de Badajoz.

## Biografía
Miembro de una familia acaudalada, dedicada a los negocios vinícolas. En 1881 ya obtuvo el primer premio de dibujo de figura en su colegio de secundaria, en Orduña. Estudió en la Real Academia de Bellas Artes de San Fernando de Madrid, teniendo como maestro a Alejandro Ferrant. En 1887 viajó a Italia, recorrió el país y se instaló en la capital, en compañía de Baldomero Sáenz y Mariano Barbasan. Un año más tarde se incorporó a la Asociación Artística Internacional de Roma. Con su obra más célebre, La visita de la madre al hospital (Museo de Bellas Artes de Badajoz, en depósito del Museo del Prado), ganó la medalla de segunda clase en la Exposición Nacional de Bellas Artes de 1892 y en la Exposición Artística de Bilbao de aquel mismo año. Se presentó a la III Exposición de Bellas Artes e Industrias Artísticas de Barcelona de 1896, en la que también participó Picasso con La primera comunión. Su obra se centró en la temática social, sin menospreciar el paisaje y el género costumbrista.